# Henry Nicholas Bolander

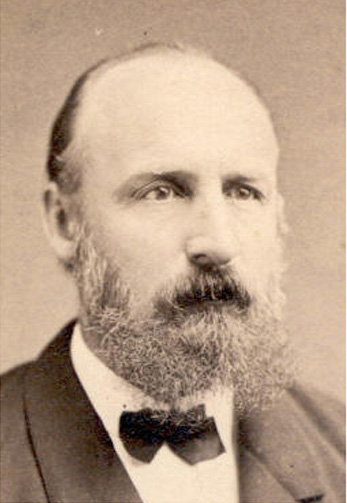
Henry Nicholas Bolander

Henry Nicholas Bolander  (Schleuchtern, 22 de fevereiro de 1831 - Portland, 1897) foi um botânico norte-americano de origem alemã.
Com a idade de 15 anos foi para os EUA e, seguindo os conselhos de seu tio,  fez estudos religiosos e se ordenou pastor luterano de Ohio. Em 1851 ensinou alemão e iniciou seus estudos em botânica graças a influência de Charles Lesquereux (1806-1889).
Por conselho do seu médico se instalou na Califórnia em 1861. Trabalhou para o  "Serviço de Geologia da Califórnia", e sucedeu  William Brewer (1828-1910) como botânico do Estado. Se especializou em herbáceas. Em 1871, abandonou a botânica pela pedagogia, tornando-se  Ministro da Educação da Califórnia, função que ocupou até dezembro de 1875.
Em 1878, realizou numerosas viagens para a América central,  América do Sul, África do Sul, Madagascar, e Europa. Em 1883 se instala em Portland, finalizando a sua carreira.

## Homenagens
A espécie da família  Liliaceae, Lilium bolanderi S.Watson 1885, foi nomeada em sua honra.